# Pieve di San Giovanni Battista (Rosia)
La pieve di San Giovanni Battista è un edificio sacro che si trova in località Rosia, nel comune di Sovicille, in provincia di Siena, arcidiocesi di Siena-Colle di Val d'Elsa-Montalcino.

## Storia e descrizione
Documentata già dell'XI secolo, ha subito una ampia ristrutturazione nel corso del XIV secolo. Fu uno dei centri religiosi più importanti nella vita medievale senese. L'elemento più cospicuo e antico è il campanile, fatta eccezione per i merli di coronamento, aggiunti in un restauro novecentesco: in quattro ordini sovrapposti si alternano monofore, bifore, trifore e quadrifore in un paramento di bozze in pietra, scandite da arcatelle pensili, in stile lombardo.
L'edificio, che forse ha subito una rotazione di 180° nel suo orientamento, presenta un'elegante facciata in bozze di calcare, con portale preceduto da tre gradini, sormontato da un arco a tutto sesto e tre monofore. Ha un impianto rettangolare a tre navate.
All'interno ospita un antico fonte battesimale trecentesco, a forma di parallelepipedo, che frontalmente ha la raffigurazione del Battesimo di Cristo tra cinque angeli. Da notare anche la tavola quattrocentesca con la Madonna in trono col Bambino e i santi Sebastiano e Antonio abate, di Guidoccio Cozzarelli, e la Madonna col Bambino, quattro santi e l'arcivescovo Francesco Bandini Piccolomini del pittore senese Tommaso Billò, di poco anteriore al 1575.

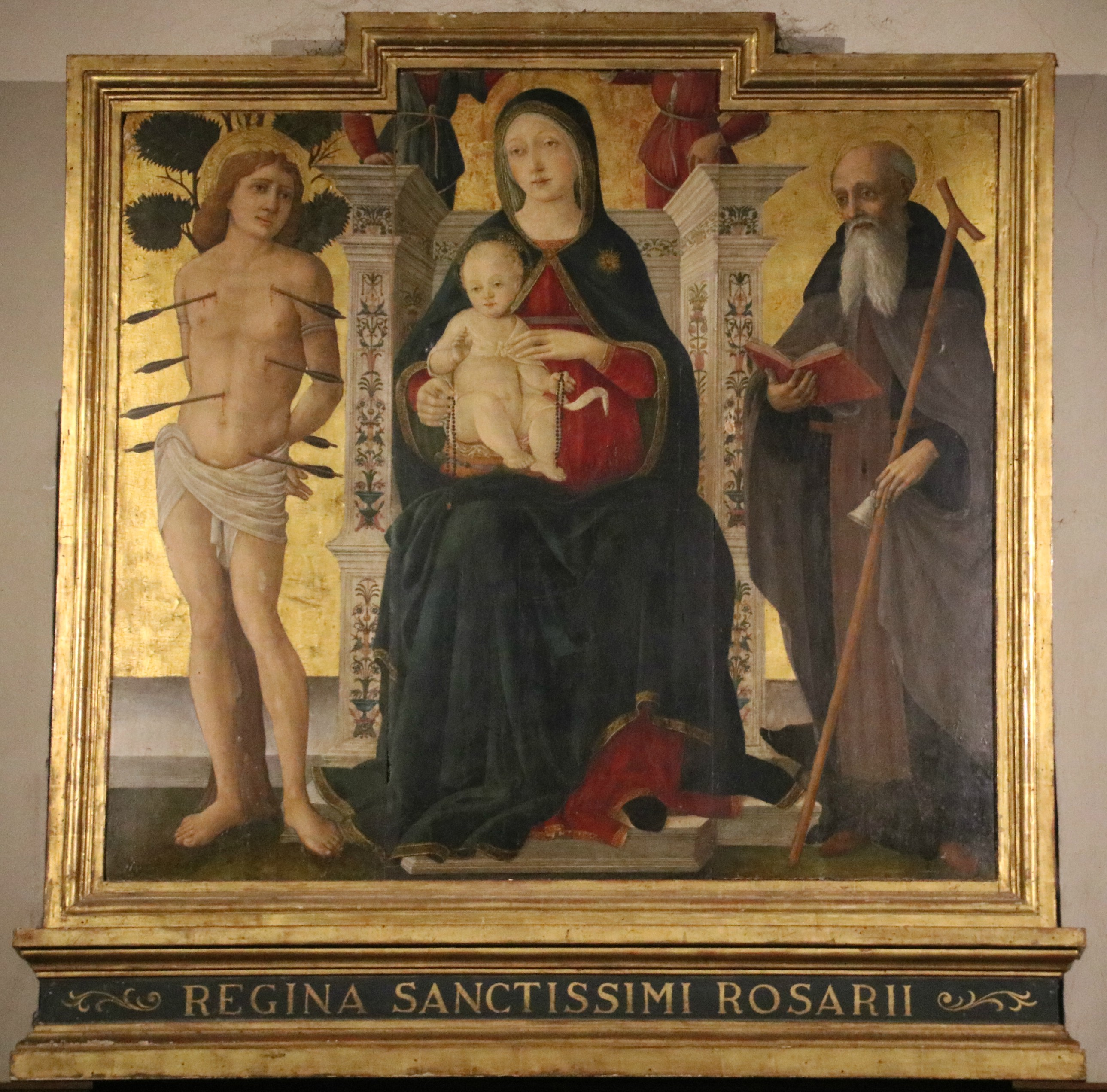
Madonna in trono col Bambino tra i Ss. Sebastiano e Antonio abate di Guidoccio Cozzarelli.
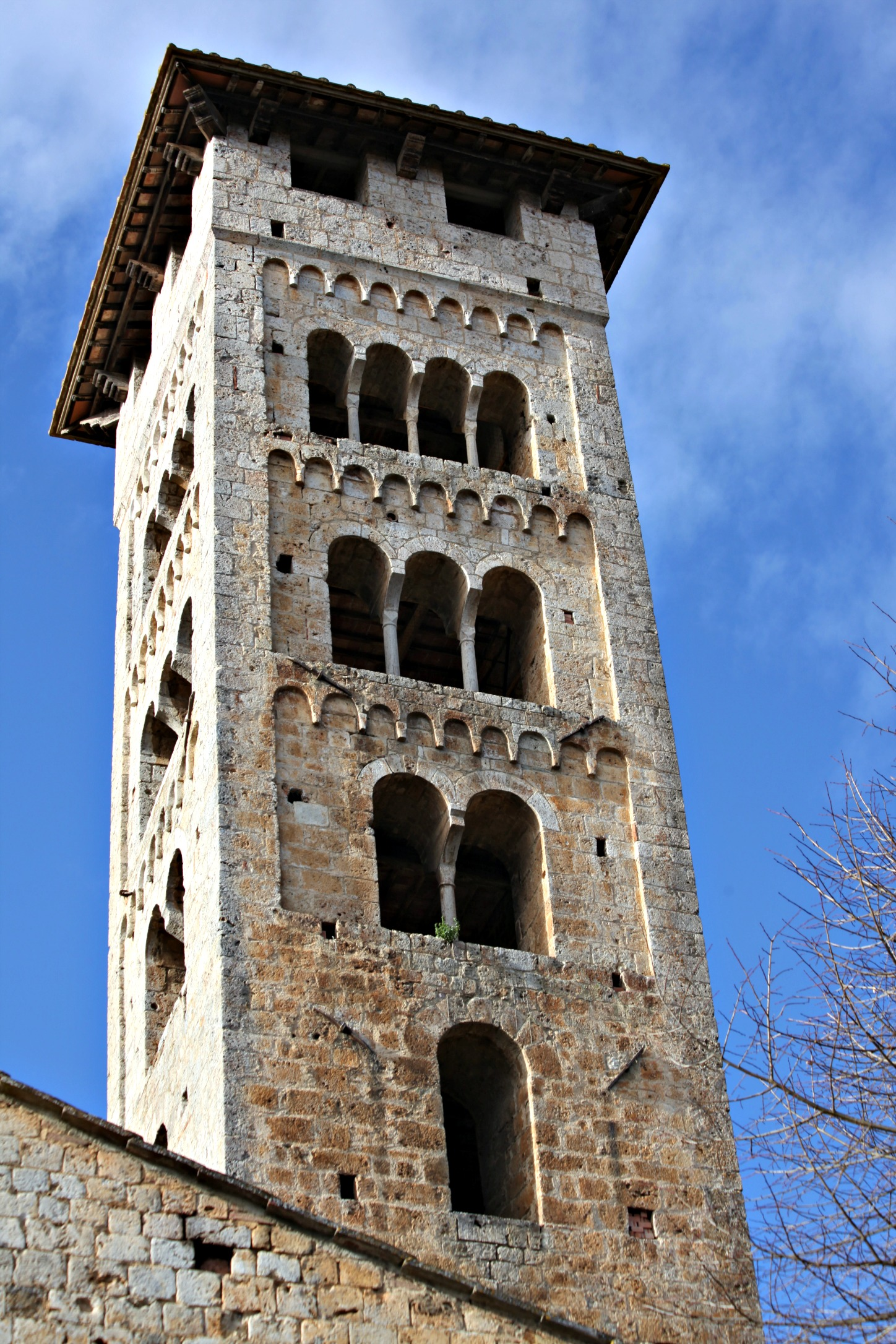
Il campanile